# Bausch & Lomb Championships 1991
Bausch & Lomb Championships 1991 — жіночий тенісний турнір, що проходив на відкритих кортах з ґрунтовим покриттям на острові Амелія (США). Належав до турнірів 2-ї категорії в рамках Туру WTA 1991. Відбувсь удванадцяте і тривав з 8 квітня до 14 квітня 1991 року. Габріела Сабатіні здобула титул в одиночному розряді.

## Фінальна частина

### Одиночний розряд
Габріела Сабатіні —  Штеффі Граф 7–5, 7–6(7–3)
- Для Сабатіні це був 4-й титул за сезон і 19-й — за кар'єру.

### Парний розряд
Аранча Санчес Вікаріо /  Гелена Сукова —  Мерседес Пас /  Наташа Звєрєва 4–6, 6–2, 6–2
- Для Санчес Вікаріо це був 2-й титул за сезон і 7-й — за кар'єру. Для Сукової це був 3-й титул за сезон і 44-й — за кар'єру.